# Doug Jones (Politiker)

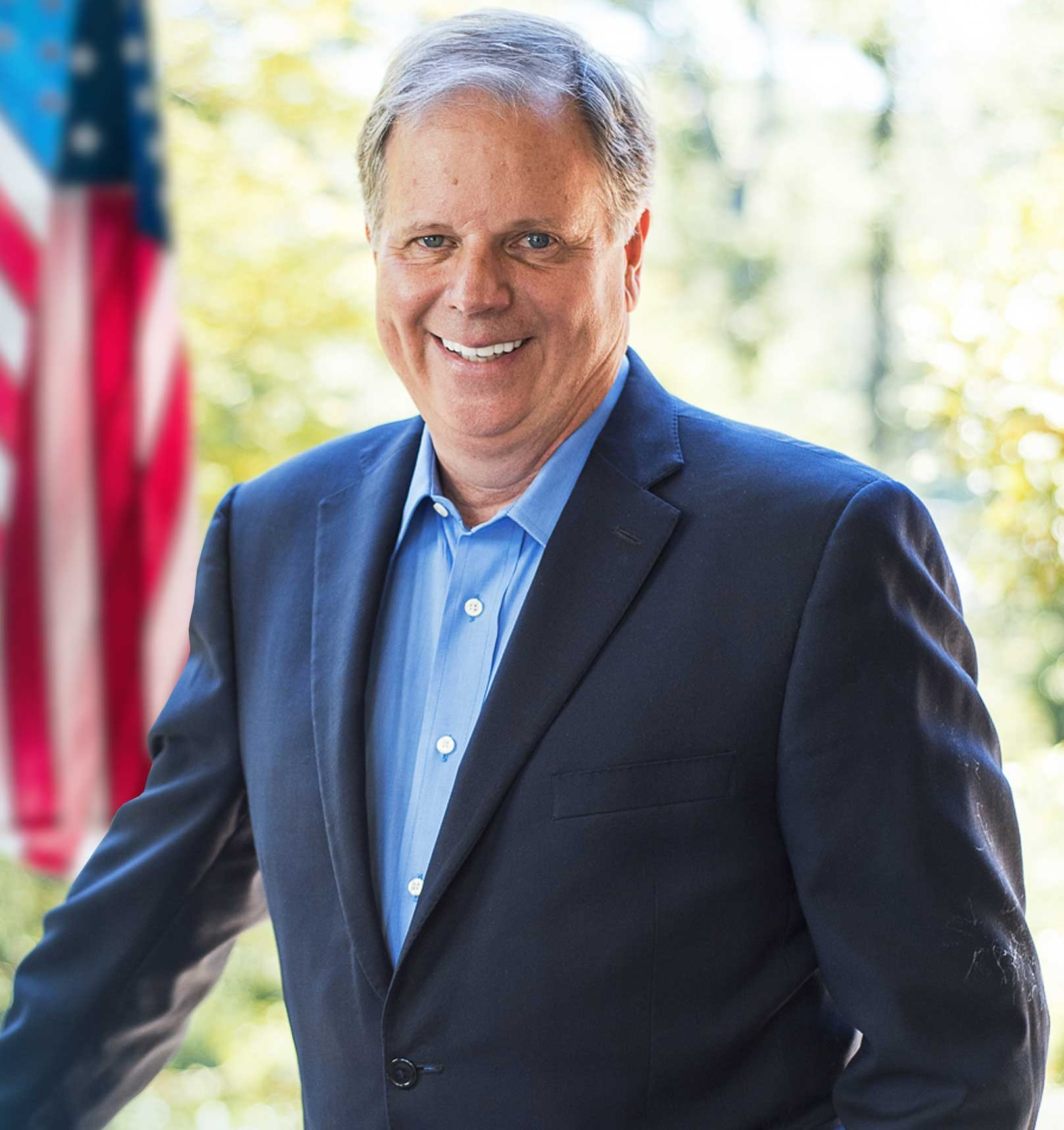
Doug Jones

Gordon Douglas „Doug“ Jones (* 4. Mai 1954 in Fairfield, Alabama) ist ein US-amerikanischer Politiker (Demokratische Partei) und ehemaliger Bundesstaatsanwalt. Von 2018 bis 2021 vertrat er den Bundesstaat Alabama im US-Senat.

## Leben
Doug Jones wuchs in Fairfield als Sohn von Gordon und Gloria Jones auf. Sein Vater arbeitete bei U.S. Steel, seine Mutter war Hausfrau. Jones erwarb 1976 an der Universität von Alabama einen Bachelor of Science mit Hauptfach Politikwissenschaften sowie 1979 als Abschluss den Juris Doctor an der Cumberland School of Law der Samford University. 
Er arbeitete zunächst als juristischer Berater für Senator Howell Heflin im Justizausschuss (U.S. Senate Judiciary Committee). Von 1980 bis 1984 war Jones Assistant U.S. Attorney, um danach bis 1997 in einer Anwaltskanzlei in Birmingham, Alabama, zu arbeiten.
Nach seiner Amtszeit als Bundesanwalt arbeitete Jones ab 2001 wieder als Jurist in der Privatwirtschaft. 
 
2013 gründete er mit seinem langjährigen Freund Greg Hawley eine gemeinsame Kanzlei, Jones & Hawley, PC, in Birmingham.
Jones ist seit 1992 verheiratet. Das Paar hat drei Kinder. Jones ist Mitglied einer methodistischen Gemeinde.

## U.S. Attorney
Präsident Bill Clinton nominierte Jones am 2. September 1997 als United States Attorney für den nördlichen Distrikt von Alabama. Am 8. September 1997 wurde er durch das zuständige Distriktsgericht zum vorläufigen U.S. Attorney ernannt und am 8. November durch den Senat bestätigt.

### Bekannte Fälle
Im Januar 1998 verübte Eric Rudolph einen Bombenanschlag auf eine Abtreibungsklinik in Birmingham (Alabama), bei der ein Wachmann ums Leben kam. Jones war verantwortlich für die Koordination der Ermittlungen auf Bundes- und Staatsebene.
Jones ermittelte gegen zwei verbleibende Täter des Bombenanschlags auf die Baptistenkirche in Birmingham, Alabama, Thomas Edwin Blanton Jr. und Bobby Frank Cherry. Bei dem Anschlag des Ku Klux Klan waren 1963 vier schwarze Mädchen getötet worden. Der Fall war bereits 1997 vor Jones’ Ernennung wieder aufgenommen worden. Nach der Einrichtung einer Grand Jury 1998 konnten über die erste Aussage von Cherrys Ex-Frau neue Beweise gewonnen werden. So wurde es Jones möglich, 2000 beide Täter anzuklagen. Blanton und Cherry wurden 2001 bzw. 2002 zu lebenslanger Haft verurteilt.
2007 zeichnete das Birmingham Civil Rights Institute Jones mit dem 15th Anniversary Civil Rights Distinguished Service Award aus. Im gleichen Jahr sagte Jones vor dem Justizausschuss des Senats über die Wiederaufnahme von Verbrechen aus der Zeit des Civil Rights Movement aus.

## Senator im US-Senat
Am 12. Dezember 2017 wurde Doug Jones in einer Nachwahl zum US-Senator für den Staat Alabama gewählt. Die Wahl war nach der Ernennung des Amtsinhabers Jeff Sessions zum Justizminister nötig geworden. Jones konnte sich gegen den Republikaner Roy Moore durchsetzen, obwohl Alabama als republikanische Hochburg gilt, da der Wahlkampf von Vergewaltigungsvorwürfen gegen Moore überschattet war. Am 3. Januar 2018 erfolgte seine Vereidigung. 
Bei der Senatswahl 2020, bei der Jones für eine volle sechsjährige Amtsperiode antrat, unterlag er deutlich dem republikanischen Gegenkandidaten Tommy Tuberville und schied damit am 3. Januar 2021 aus dem US-Senat aus.